# Androsace hemisphaerica
Androsace hemisphaerica är en viveväxtart som beskrevs av Frank Ludlow. Androsace hemisphaerica ingår i släktet grusvivor, och familjen viveväxter. Inga underarter finns listade i Catalogue of Life.